# Sabueso francés tricolor

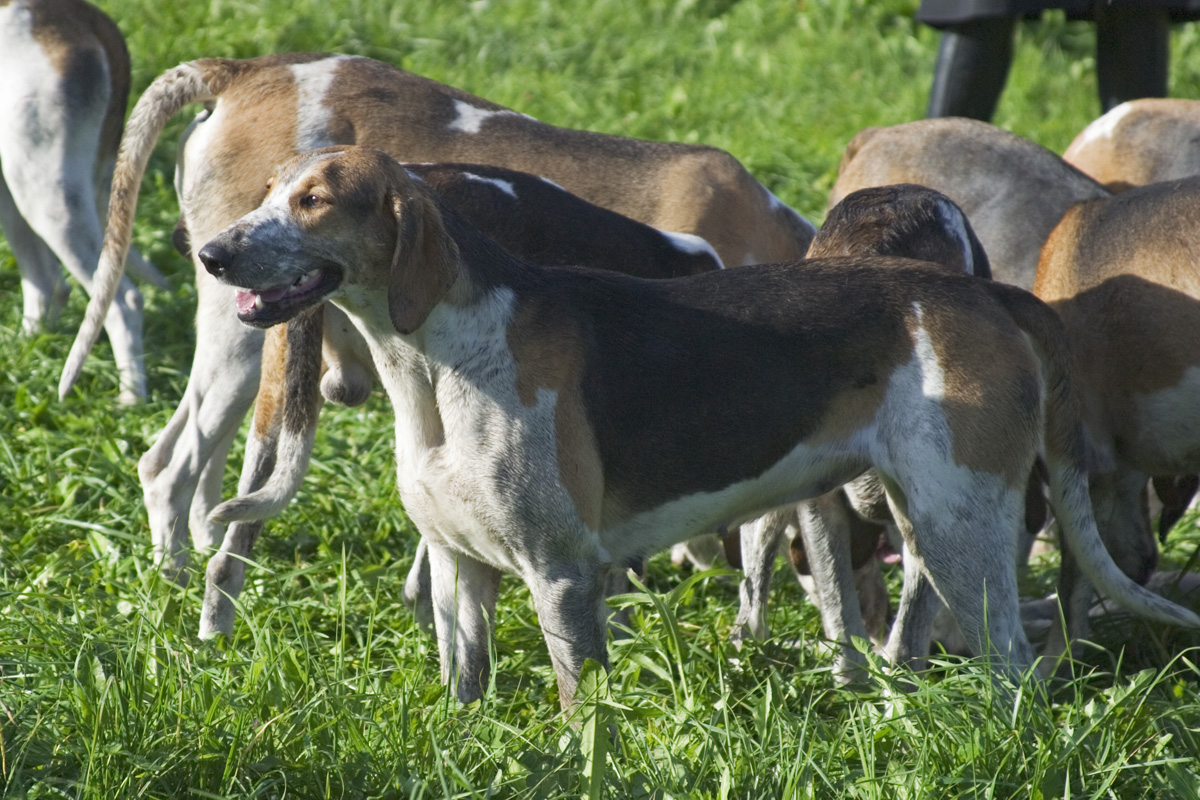
"Grand Anglo-Français Tricolore"

El sabueso anglofrancés tricolor es una raza de perro de caza utilizado tanto en jaurías como de sabueso.
Es una de las razas de perros de caza anglofranceses creados cruzando sabuesos franceses con foxhound ingleses.

## Apariencia
Típico perro de caza con patas largas, orejas largas y caídas y cola larga. Su manto, doble y de pelo corto es tricolor negro, blanco y bronce. Tienen una altura de 60-72 cm a la cruz y un peso de entre 34,5 y 35,5 kg

## Historia
El Grand Anglo-Francais Tricolore desciende de cruces entre Poitevinos y Foxhounds. Esta combinación tiene una influencia muy fuerte en varios aspectos. Estos animales son fuertes y compactos en estatura como el foxhound con un manto negro de manchas tricolores. Fueron utilizados en jaurías para la caza mayor de ciervo, jabalí y corzo o animales más pequeños como el zorro.  
El adjetivo originario "Grand" no hace referencia necesariamente al tamaño, sino que simplemente es una etiqueta que hace referencia a la caza mayor
La raza es reconocida en su país de origen por la "Société Centrale Canine"" e internacionalmente desde 1983 por la Fédération Cynologique Internationale en el Grupo 6, Sabuesos.
En Francia se cría y mantiene como perro de caza, no como mascota o showdog. Ha sido exportada a Norteamérica, donde ha sido reconocida por el United Kennel Club en su grupo de Sabuesos. También está registrado en multitud de registros menores y negocios de registro, promocionado como raza poco común para aquellos que buscan una raza así.

## Salud y temperamento
Esta raza requiere una inmensa cantidad de ejercicio. Normalmente se mantienen en jaurías grandes en áreas rurales y no se adaptan a la ciudad ni a la vida familiar, aunque se dice de ellos que tienen una buena naturaleza. Su instinto cazador es tan alto que dejarlos sin liderazgo puede tener unas consecuencias peligrosas.